# 후지미초역 (돗토리현)
후지미초역(일본어: 富士見町駅)은 일본 돗토리현 요나고시에 위치한 서일본 여객철도 사카이 선의 철도역이다. 단선 승강장 1면 1선의 구조를 갖춘 지상역이다.

## 역 주변
- 국도 제9호선
- 국도 제181호선
- 국도 제183호선
- 국도 제482호선
- 산인 방송
- JR 서일본 고토 종합 차량기지

## 역사
- 1987년 11월 1일 : 사카이 선의 바쿠로마치 역 - 고토 역 간에 신설 개업. 사카이 선 내에 같이 소속된 산본마쓰구치 역 · 미사키구치 역 · 다카마쓰초 역 · 바바사키초 역과 함께 같은 해 4월 JR 서일본 발족 이후 첫 신설역이다.

## 인접 역
| 서일본 여객철도 사카이 선 | 서일본 여객철도 사카이 선 | 서일본 여객철도 사카이 선 |
| ------------------------- | ------------------------- | ------------------------- |
| 바쿠로마치 요나고 방면    | ■ 사카이 선               | 고토 사카이미나토 방면    |